# Ștefan Zoller
Stefan Zoller, nemško-romunski rokometaš, * 27. avgust 1914, † 21. oktober 1993.
Leta 1936 je na poletnih olimpijskih igrah v Berlinu v sestavi romunske rokometne reprezentance osvojil peto mesto.